# Orkiestra Filharmonii Narodowej

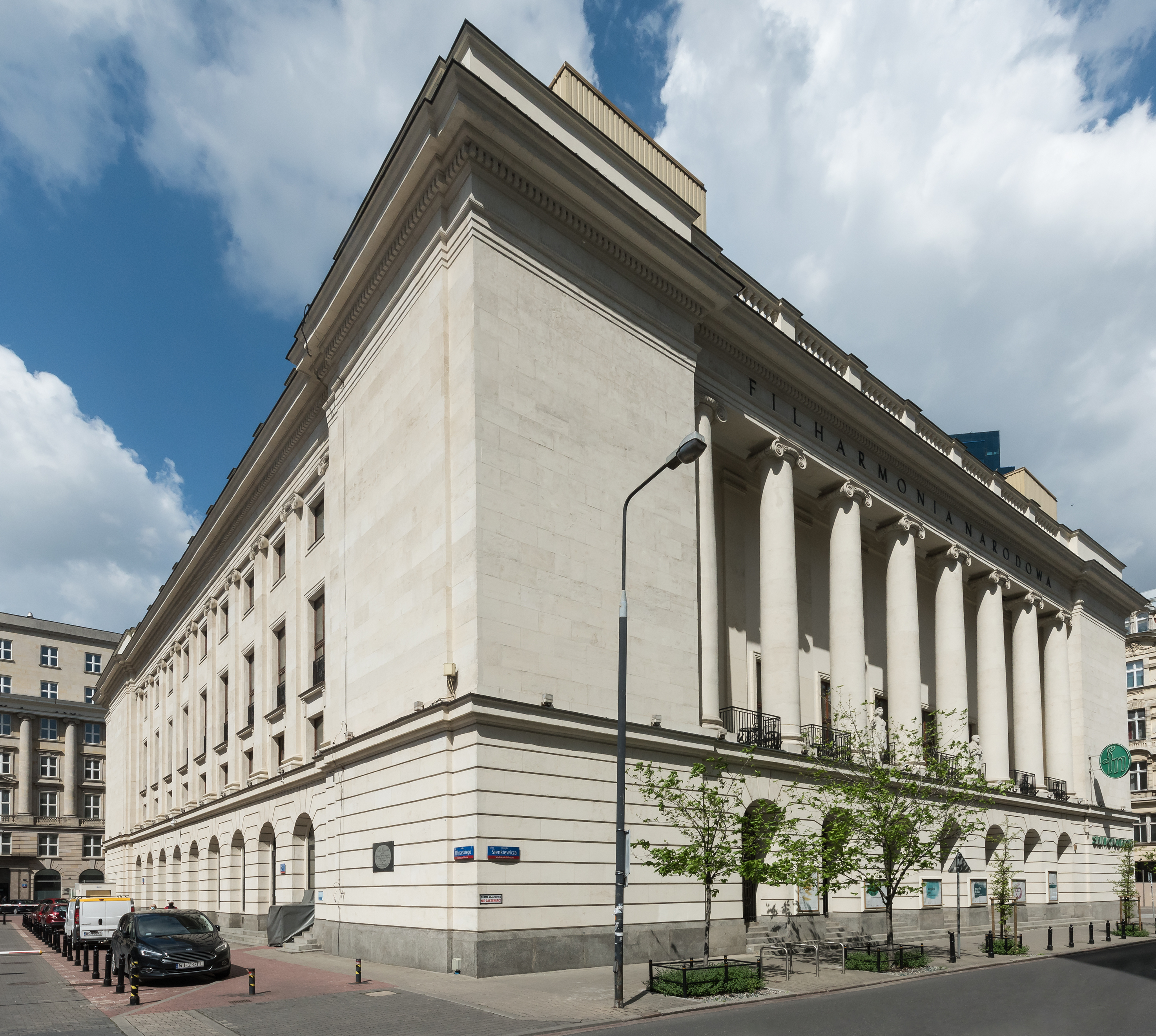
Siedziba Orkiestry Filharmonii Narodowej w Warszawie

Orkiestra Filharmonii Narodowej powstała w Warszawie w 1901 r.

## Historia
Pierwszy koncert w wykonaniu Filharmoników Warszawskich odbył się 5 listopada 1901 w nowo wybudowanym gmachu Filharmonii Narodowej. Orkiestrą dyrygował współzałożyciel Filharmonii, jej pierwszy dyrektor muzyczny i dyrygent Emil Młynarski, a jako solista wystąpił Ignacy Jan Paderewski, światowej sławy pianista, kompozytor i przyszły mąż stanu.
Dyrektorzy-dyrygenci Orkiestry Symfonicznej Filharmonii Narodowej (chronologicznie):
1. Emil Młynarski (1901–1905)
2. Zygmunt Noskowski (1906–1908)
3. Henryk Melcer-Szczawiński (1908–1909)
4. Grzegorz Fitelberg (1909–1911)
5. Zdzisław Birnbaum (1911–1914, 1916–1918)
6. Roman Chojnacki (1918–1938)
7. Józef Ozimiński (1938–1939)
8. Olgierd Straszyński (1945–1946)
9. Andrzej Panufnik (1946–1947)
10. Jan Adam Maklakiewicz (1947–1948)
11. Witold Rudziński (1948–1949)
12. Władysław Raczkowski (1949–1950)
13. Witold Rowicki (1950–1955)
14. Bohdan Wodiczko (1955–1958)
15. Witold Rowicki (1958–1977)
16. Kazimierz Kord (1977–2001)
17. Antoni Wit (2002–2013)
18. Jacek Kaspszyk (2013–2019)
19. Andrzej Boreyko (2019–2024)
20. Krzysztof Urbański (2024–2028)

Orkiestra koncertowała z wieloma najsłynniejszymi artystami tamtej doby. Dyrygowali nią m.in.: Edvard Grieg, Siergiej Prokofjew, Siergiej Rachmaninow, Maurice Ravel, Camille Saint-Saëns, Richard Strauss i Igor Strawinski.
Dyrektorem honorowym orkiestry był Kazimierz Kord. Funkcję dyrektora artystycznego orkiestry w latach 2019–2024 pełnił Andrzej Boreyko, a od sezonu 2024/2025 Krzysztof Urbański.

### Dorobek artystyczny
Orkiestra Symfoniczna Filharmonii Narodowej odbyła ponad 120 tournées na pięciu kontynentach. Zapraszane są systematycznie do najsłynniejszych ośrodków muzycznych świata, takich jak: Carnegie Hall, Chicago Symphony Hall, Berliner Philharmonie, Royal Festival Hall, Suntory Hall, La Scala, La Fenice, Musikverein, Salle Pleyel w Paryżu.
Filharmonicy Warszawscy występowali w cyklu The Great Orchestras of the World w Londynie oraz uczestniczyli w renomowanych festiwalach muzycznych m.in.: Athens Festival, Bergen International Festival, Berliner Festwochen, Internationale Musikfestwochen Luzern, Festival Montreux, Prague Spring Festival, Wratislavia Cantans, Festival van Vlaanderen, Maggio Musicale Fiorentino, Interlaken Festival oraz Festival Due Mondi w Spoleto.
Orkiestra bierze stały udział w koncertach Międzynarodowego Festiwalu Muzyki Współczesnej „Warszawska Jesień” oraz w finałowych przesłuchaniach Międzynarodowych Konkursów Pianistycznych im. Fryderyka Chopina.

### Nagrania fonograficzne
Filharmonia Narodowa ma na swoim koncie liczne nagrania dla polskich i zagranicznych firm płytowych; dla Polskich Nagrań, Deutsche Grammophon, Decca Records, Philips i CD Accord. Nagrania dla tej ostatniej firmy zdobyły szereg nagród i wyróżnień. Muzykę polską reprezentują na tych płytach dzieła Chopina, Szymanowskiego, Góreckiego, Lutosławskiego, Panufnika, Pendereckiego i Szymańskiego, a repertuar światowy m.in. komplet symfonii Beethovena.
Nagrania utworów Siedem bram Jerozolimy Krzysztofa Pendereckiego oraz Requiem – Missa pro defunctis Romana Maciejewskiego były światowymi premierami fonograficznymi.

### Wyróżnienia i nagrody
29 maja 1931 Orkiestrze Symfonicznej Filharmonii Warszawskiej został nadany Złoty Krzyż Zasługi „za ofiarną i najwyższej wartości artystycznej sięgającą pracę w krzewieniu muzyki polskiej”.
W 2013 r. Antoni Wit został uhonorowany Nagrodą Grammy za nagranie z udziałem Orkiestry Symfonicznej Filharmonii Narodowej zestawu dzieł Krzysztofa Pendereckiego: Fonogrammi, Koncert na róg, Partita, Przebudzenie Jakuba, Anaklasis, De natura sonoris. Solistami nagrania byli: Urszula Janik – flet, Jennifer Montone – róg i Elżbieta Stefańska – klawesyn. Płyta została wydana przez firmę NAXOS.